# Qusar (district)
Qusar (ook geschreven als Gusar) is een district in Azerbeidzjan.
Qusar telt 90.500 inwoners (01-01-2012) op een oppervlakte van 1542 km²; de bevolkingsdichtheid is dus 58,7 inwoners per km².